# Comisión para la Seguridad y el Desarrollo Integral en el Estado de Michoacán
La Comisión para la Seguridad y el Desarrollo Integral en el Estado de Michoacán es órgano administrativo desconcentrado de la Secretaría de Gobernación del gobierno federal de México que tiene por objeto el restablecimiento del orden y la seguridad en el estado de Michoacán. Fue creado mediante decreto del presidente Enrique Peña Nieto el 15 de enero de 2014 en el contexto de la guerra con la delincuencia organizada en dicho país y la actuación de las Autodefensas de Michoacán en contra del cártel de los Caballeros templarios. Su titular es Alfredo Castillo Cervantes.

## Antecedentes
En marzo de 2011, en el estado de Michoacán hace su aparición un nuevo grupo delictivo denominado Los Caballeros Templarios, que se autodenomina como sucesor de las actividades del cártel disuelto de La Familia Michoacana. Además de dedicarse al tráfico de drogas, este cártel ha hecho estragos en la población civil a través de la extorsión, el secuestro y el tráfico de personas.
Ante tal situación de inseguridad y la poca efectividad de las acciones de las autoridades para mantener la paz, un conjunto de personas miembros de la sociedad civil para defenderse de manera armada de las acciones de los grupos delictivos, denominados "Grupos de Autodefensa Comunitaria" siendo la primera la Policía Comunitaria de Cherán a principios de 2011. Durante dos años los grupos de autodefensa de multiplicaron en diferentes puntos de Michoacán. A principios de 2013 se formaron importantes grupos armados de ciudadanos en Tepalcatepec, Buenavista y Coalcomán en el área conocida como Tierra Caliente que comparte territorio con los estados de Guerrero y Estado de México.
En mayo de 2013, el gobierno federal manda policías federales y miembros del ejército, sin que haya éxito en la pacificación de la zona. Se llega a hablar que el estado de la zona es el de "guerra civil" y Miguel Patiño, obispo de Apatzingán habla de un "estado fallido".
En virtud de tal situación y para apoyar a la pacificación de la zona, atacar frontalmente los cárteles de narcontraficantes y regularizar la situación legal de las autodefensas, el presidente Enrique Peña Nieto creó mediante decreto presidencial, publicado el 15 de enero de 2014, la "Comisión para la Seguridad y el Desarrollo Integral en el Estado de Michoacán", como órgano administrativo desconcentrado de la Secretaría de Gobernación para coordinar las acciones de las autoridades federales, estatales y municipales así como del ejército. Ese mismo es nombrado como comisionado a Alfredo Castillo Cervantes.
Al poco tiempo, se da a conocer que las autodefensas firmarían un pacto con el gobierno federal para regularizarse e integrarse a los Cuerpos de Defensa Rurales del ejército mexicano y la detención de uno de los líderes de Los Caballeros Templarios: Dionicio Loya Plancarte "El Tío".